# Speleophria scottodicarloi
Speleophria scottodicarloi е вид челюстнокрако от семейство Misophriidae. Видът е критично застрашен от изчезване.

## Разпространение
Разпространен е в Бермудски острови.